# Allan Campbell (football, 1998)
Pour les articles homonymes, voir Allan Campbell et Campbell.
Allan Campbell est un footballeur écossais né le 4 juillet 1998 à Glasgow. Il évolue au poste de milieu offensif à Dundee United.

## Biographie

### En club
Le 29 octobre 2016, il débute avec le Motherwell FC lors d'un match contre Ross County (4-1). 
Le 15 juin 2021, il rejoint Luton Town.

### En équipe nationale
Avec les espoirs, il participe aux éliminatoires du championnat d'Europe espoirs 2019.

## Palmarès
- Finaliste de la Coupe d'Écosse en 2018 avec Motherwell